# Lestradea
Lestradea es un género de peces cíclidos de África Oriental de la tribu Ectodini, endémica del lago Tanganica.

## Características
Las especies de Lestradea tienen un cuerpo alargado en forma de huso que es de 3,5 a 4 veces más largo que alto. Su aleta dorsal tiene 13-16 espinas y 13-16 radios, mientras que la aleta anal tiene 3 espinas y de 9 a 11 radios. El rayo más externo de las aletas ventrales está alargado. Tienen dos líneas laterales.
Tienen cuerpos de color plateado, con machos sexualmente maduros que tienen garganta negra y aletas ventrales. Crecen hasta una longitud total de 12 cm. Su nombre es debido a Arthur Lestrade (1897-1990), quien recogió el tipo de la especie tipo de este género como parte de una importante serie de peces que recogió del lago Tanganica para el Museo Real de África Central.

## Especies
Hay dos especies en este género:
- Lestradea perspicax Poll, 1943
- Lestradea stappersii (Poll, 1943)